# Санта-Марія-дель-Тьєтар
Санта-Марія-дель-Тьєтар (ісп. Santa María del Tiétar) — муніципалітет в Іспанії, у складі автономної спільноти Кастилія-і-Леон, у провінції Авіла. Населення — 619 осіб (2010).
Муніципалітет розташований на відстані близько 75 км на захід від Мадрида, 41 км на південь від Авіли.

## Демографія
Динаміка населення (INE ):